# Mordellistena paradisa
Mordellistena paradisa es una especie de coleóptero de la familia Mordellidae.

## Distribución geográfica
Habita en Florida (Estados Unidos).